# Pastorace
Pastorace (čili péče o duchovní směřování) je soubor činností, jimiž církev navenek i dovnitř realizuje svoje poslání. Spočívá v působení na konkrétní lidi, ať už věřící, nebo nevěřící, v konkrétních životních podmínkách. Pastorační činnost se může týkat určité skupiny osob (např. pastorace mládeže) nebo určitých životních situací (např. pastorace v nemocnicích).
Pastorace je službou lidem a může spočívat v pomoci jak při hledání či upevňování víry, tak při řešení nejrůznějších životních situací, ale zahrnuje například i udílení svátostí. Problematikou pastorace se zabývá teologický obor označovaný jako pastorální teologie. Těžiště pastorační péče je ve farnostech; k její podpoře byly v římskokatolické církvi po roce 1990 zřízeny v jednotlivých diecézích na území České republiky pastorační střediska (např. v Praze v říjnu 1991).